# 瓯
瓯是温州的代称。“瓯”在吳語温州話原指土窑烧制成一种泥陶凹状器皿，后泛指似小盆的事物。

## 历史
- 五千年前的温州盛产瓯，人们呼名其地，称这里的居民为“瓯人”。
- 西汉东海国的国都就在温州，故东海王驺摇世称东瓯王。
- 晋人郭璞在《山海经》中描述温州的地形为“瓯居海中”，这是有关“瓯”的最早文字记载之一。
- 晚清学者孙诒让考证，夏为瓯，殷为沤，周为欧，因世异字，故瓯从夏始。

## 当代
- 瓯与温州人的生活息息相关，早已渗入到温州的文化和方言中。
- 凡与凹形有关都称为为瓯：山坳叫山瓯，手掌和手指成为勺状叫手掌瓯，形象邋遢叫瓯斗相，弯曲叫瓯拢。
- 温州的特产或与温州有关的事物前面都习惯加上“瓯”字，已成为温州文化的特征。

## 另見
- 西甌
- 建寧府甌寧縣